# Австрийско-американские отношения
Австрийско-американские отношения — двусторонние дипломатические отношения между США и Австрией.

## История
Австрийская империя признала США в 1797 году, когда установила отношения с консулом США в Триесте. В 1838 году дипломатические отношения были установлены с участием американского министра Генри Мюхленберга в Вене. Во время Первой мировой войны Соединённые Штаты воевали против Австро-Венгерской империи. В Австро-Венгрии также находилось небольшое число американских военнопленных. В 1921 году США восстановили дипломатический контакт с Австрийской Республикой, а в 1938 году отношения были разорваны после того, как нацистская Германия аннексировала территорию Австрии. После окончания Второй мировой войны, четыре союзные державы (США, Великобритания, Франция, а также Советский Союз) разделили Австрию и Вену на четыре оккупационные зоны. В 1955 году эти четыре державы и Австрийская Республика подписали договор, который положил конец оккупации и Австрия вновь стала свободным, независимым и нейтральным государством. США сыграли важную роль в восстановлении экономики Австрии, поэтому между этими странами установились прочные отношения.

## Дипломатические представительства
- США имеют посольство в Вене[2]. Временный поверенный в делах США в Австрии — Марио Мескита.
- Австрия имеет посольство[англ.] в Вашингтоне[3], а также генеральные консульства в Лос-Анджелесе[4] и Нью-Йорке[5]. Чрезвычайный и полномочный посол Австрии в США — Мартин Вайс.

## Торговля
Австрия является страной-участницей Европейского союза и Всемирной торговой организации. Австрия для американских товаров не устанавливает больших таможенных пошлин и представляет собой богатый рынок для сбыта американской продукции в Европе.